# Capitán Cabral
«Capitán Cabral» — артиллерийский катер ВМС Парагвая. Построен в 1908 году как буксир «Triunfo». 15 февраля 1915 г. включен в состав военного флота, вооружен одним 37-мм орудием. 30 июля 1930 г. «Triunfo» был переименован в «Capitán Cabral» в честь капитана Ремиго дель Росарио Кабрала, участвовавшего в Парагвайской войне.

## История службы
В 1922 г. во время мятежа полковника Адольфо Черифе армия и флот оказались расколотыми. Переоборудованный «Triunfo» остался верен действующему президенту. Гражданская война длилась вплоть до 1923 года и завершилась победой правительственных сил. Всё это время «Triunfo» бороздил парагвайские реки, блокируя побережье, занятое повстанцами.
В 1926 г. корабль поставили на перевооружение, получил одно 76-мм орудие и уже два автоматических 37-мм орудия Vickers.
Участвовал в Чакской войне, транспортировал грузы и бойцов по речным артериям к фронту, осуществлял артиллерийскую поддержку, а также противодействовал активно используемой боливийской авиации. После войны поставлен в ремонт.
В 1947 году принимал участие в гражданской войне, являясь самой крупной боевой единицей правительственного флота после перехода на сторону повстанцев канонерских лодок «Paraguay» и «Humaita».
В 1981 году паровая машина заменена на дизель. Паровая машина экспонируется в одном из музеев Асунсьона.
3 февраля 1989 года корабль принял участие в антиправительственном мятеже. Пройдя по реке Парагвай на выгодную для артиллерийского обстрела позицию, «Кабрал» открыл огонь по столице, а точнее, по зданию Конгресса Парагвая.
До настоящего времени находится в строю, используется в качестве стационера. Является старейшим боевым кораблем в мире, находящимся в реальной эксплуатации.
Более старые фрегат «Constitution» и монитор «Лейта» фактически являются музеями, хотя и числятся в составе ВМС США и Венгерской Дунайской флотилии соответственно.